# Maurice Bologne
Maurice Pierre Joseph Bologne (* 4. Mai 1900 in Lüttich, Provinz Lüttich; † 26. Februar 1984 in Ham-sur-Heure-Nalinnes, Hennegau) war ein belgischer Bibliothekar, Sprachwissenschaftler, Historiker und Politiker, der sich insbesondere für die Interessen der Wallonischen Region einsetzte.

## Leben
Nach dem Schulbesuch studierte Bologne Philosophie und Literatur an der Universität Lüttich sowie der Université libre de Bruxelles (ULB) und wurde nach Abschluss des Studiums 1925 Mitarbeiter im Büro von Camille Huysmans, der Minister für schöne Künste und Unterricht war. 1927 nahm er neben Jawaharlal Nehru und Madame Sun Yat-sen an einem Internationalen Konferenz in Brüssel teil, die sich gegen die Unterdrückung durch Kolonialismus und Imperialismus richtete. Breite Bekanntheit erreichte er 1928 durch sein Buch L'Insurrection prolétarienne de 1830 en Belgique, in dem er sich mit der Belgischen Revolution von 1830 befasste und die nach seiner Ansicht eine Revolution des Proletariats war.
Nachdem er von 1929 bis 1935 Bibliothekar des Ministeriums für Wissenschaft und Kunst war, wurde er 1935 Professor für antike Sprachen und lehrte bis 1955 Altgriechisch, Latein und Altfranzösisch.
Am 12. Februar 1938 lernte er bei einem Treffen in Waterloo Abbé Jules Mahieu kennen und begründete mit diesem kurz darauf die Société historique pour la Défense et l'Illustration de la Wallonie, die sich mit der Verteidigung und Dokumentation der Eigenständigkeit Walloniens beschäftigt, und aus der 1960 das nach Jules Destrée benannte Institut Jules Destrée hervorging. Zugleich begründeten Bologne und Abbé Mahieu 1938 die Unabhängige Partei Walloniens (Parti wallon independent).
Nach der Besetzung Belgiens durch die deutsche Wehrmacht gehörten er und seine Frau Aimée Lemaire während des Zweiten Weltkriegs zu den Gründern und aktivsten Mitgliedern des wallonischen Widerstands gegen den Nationalsozialismus, der sich auch mit der Planung der Nachkriegszeit befasste. Daneben wurde er 1940 Präsident der Bewegung Wallonie libre und engagierte sich außerdem im Wallonischen Wirtschaftsrat sowie in der Vereinigung für den intellektuellen und künstlerischen Fortschritt Walloniens.
Nach dem Ende des Zweiten Weltkrieges trat er insbesondere in der Zeit der sogenannten „Königsfrage“ für die Rechte Walloniens ein, unterstützte aber insbesondere zur Aufrechterhaltung der Einheit des Landes den Föderalismus und damit König Baudouin, der 1951 Nachfolger seines Vaters Leopold III. wurde. Seine föderalistische Haltung unterstrich er auch 1954 durch die Unterstützung der nach Fernand Schreurs und Walter Couvreur benannten Schreurs-Couvreur-Vereinbarung, die den Dialog zwischen Flamen und Wallonen förderte.
Zwischen 1960 und 1975 war er Präsident des Institut Jules Destrée. Im Februar 1961 gehörte er neben André Renard zu den Mitgründern des Mouvement populaire wallon (MPW), die insbesondere nach den vorangegangenen großen Streiks eine neue Diskussion über Strukturreformen und Föderalismus forderte. Wenngleich die Parti Socialiste (PS) die MPW ablehnte und die Ergebnisse der von dieser in den Jahren 1963 und 1964 vorgetragenen Petitionen ignorierte, verhandelte Bologne mit der PS. Daraufhin unterstützte er Robert Moreau bei der Gründung der Front wallon pour l'Unité et la Liberté de la Wallonie (FWULW) und wurde 1965 Vorsitzender dieser Bewegung.
1968 wurde Bologne als Kandidat des Rassemblement wallon (RW) zum Mitglied des Belgischen Senats gewählt und gehörte diesem bis 1974 an. Zuletzt war er von 1972 bis 1974 auch Sprecher und Vorsitzender der Fraktion der Front démocratique des francophones (FDF)-RW im Senat.

## Veröffentlichungen
- L'Insurrection prolétarienne de 1830 en Belgique, 1928
- L'histoire racontée aux Wallons, 1945
- Notre passé wallon. Esquisse d'une histoire des événements politiques des origines à 1940, 1973
- Petit guide étymologique des noms des régions, des villes, des villages et des riviéres de Wallonie

## Hintergrundliteratur
- Robert Moreau: Maurice Bologne. Une vie, un combat, un objectif : la Wallonie libre et prospère, 1985